# Aurelio Milani
Aurelio Milani (14. květen 1934, Desio, Itálie – 25. listopad 2014, Borgo Ticino, Itálie) byl italský fotbalový útočník, který byl v sezoně 1961/62 s 22 brankami nejlepším střelcem.

## Kariéra

### Klubová
Vyrostl v mládežnickém týmu Desio. Sezonu 1952/53 odehrál v klubu Maderno s trenérem Mario Trezzi, který ho vzal do Fanfully. V roce 1955 odešel do Monzy, se kterou získal titul nejlepšího střelce v sezoně 1955/56. Po dvou letech odešel do Triestiny, kde slavil vítězství ve 2. lize a postup do Serie A. První zápasy v nejvyšší lize odehrál ale v Sampdorii kde přestoupil. V první sezoně vstřelil 13 branek. V létě roku 1960 jej koupila Padova. Vedl jej trenér Nereo Rocco a velice se mu dařilo střelecky. Vstřelil 18 branek a pomohl tak klubu k 6. místu v lize. 
Po vydařené sezoně odešel do Fiorentiny kde se stal v sezoně 1961/62 spolu s Altafinim králem střelců s 22 brankami. Také se s týmem dostal do finále poháru PVP, kde prohrál s Atléticem Madrid celkově 4:1. Sezonu 1962/63 již tak často nehrál a tak vyslyšel volání trenéra Herrery a odešel do Interu, kde získal titul (1964/65) a také dvakrát vyhrál pohár PMEZ (1963/64, 1964/65).
Fotbalovou kariéru ukončil ve Verbanii v roce 1967 ve věku 33 let.

### Reprezentační
Jediné utkání za reprezentaci odehrál 10. května 1964 v přátelském utkání proti Švýcarsku (3:1).

## Statistiky
| Sezóna               | Klub                 | Liga                 | Liga   | Liga | Ligové poháry | Ligové poháry | Ligové poháry | Kontinentální poháry | Kontinentální poháry | Kontinentální poháry | Celkem | Celkem |
| Sezóna               | Klub                 | Soutěž               | Zápasy | Góly | Soutěž        | Zápasy        | Góly          | Soutěž               | Zápasy               | Góly                 | Zápasy | Góly   |
| -------------------- | -------------------- | -------------------- | ------ | ---- | ------------- | ------------- | ------------- | -------------------- | -------------------- | -------------------- | ------ | ------ |
| 1953/54              | Fanfulla             | Serie B              | 6      | 0    | -             | 0             | 0             | -                    | 0                    | 0                    | 6      | 0      |
| 1955/56              | Simmenthal-Monza     | Serie B              | 33     | 23   | -             | 0             | 0             | -                    | 0                    | 0                    | 33     | 23     |
| 1956/57              | Simmenthal-Monza     | Serie B              | 31     | 15   | -             | 0             | 0             | -                    | 0                    | 0                    | 31     | 15     |
| Celkem za Monzu      | Celkem za Monzu      | Celkem za Monzu      | 64     | 38   | -             | 0             | 0             | -                    | 0                    | 0                    | 64     | 38     |
| 1957/58              | Triestina            | Serie B              | 30     | 17   | IP            | 3             | 2             | -                    | 0                    | 0                    | 33     | 19     |
| 1958/59              | Sampdoria            | Serie A              | 34     | 13   | IP            | 1             | 0             | -                    | 0                    | 0                    | 35     | 13     |
| 1959/60              | Sampdoria            | Serie A              | 10     | 1    | IP            | 3             | 2             | -                    | 0                    | 0                    | 13     | 3      |
| Celkem za Sampdorii  | Celkem za Sampdorii  | Celkem za Sampdorii  | 44     | 14   | -             | 4             | 2             | -                    | 0                    | 0                    | 48     | 16     |
| 1960/61              | Padova               | Serie A              | 33     | 18   | IP            | 2             | 1             | -                    | 0                    | 0                    | 35     | 19     |
| 1961/62              | Fiorentina           | Serie A              | 32     | 22   | IP            | 1             | 1             | PVP                  | 6                    | 4                    | 39     | 27     |
| 1962/63              | Fiorentina           | Serie A              | 18     | 1    | IP            | 2             | 0             | -                    | 0                    | 0                    | 20     | 1      |
| Celkem za Fiorentinu | Celkem za Fiorentinu | Celkem za Fiorentinu | 50     | 23   | -             | 3             | 1             | -                    | 6                    | 4                    | 59     | 28     |
| 1963/64              | Inter                | Serie A              | 18+1   | 7    | IP            | 1             | 0             | PMEZ                 | 3                    | 1                    | 23     | 8      |
| 1964/65              | Inter                | Serie A              | 11     | 0    | IP            | 0             | 0             | PMEZ+IP              | 1+2                  | 1+0                  | 14     | 1      |
| Celkem za Inter      | Celkem za Inter      | Celkem za Inter      | 30     | 7    | -             | 1             | 0             | -                    | 6                    | 2                    | 37     | 9      |
| Celkově              | Celkově              | Celkově              | 257    | 117  | -             | 13            | 6             | -                    | 12                   | 6                    | 282    | 129    |

## Úspěchy

### Hráčské

#### Národní
- vítěz 1. italské ligy (1x)

Inter: 1964/65
- vítěz 2. italské ligy (1x)

Triestina: 1957/58

#### Kontinentální
- vítěz poháru PMEZ (2x)

Inter: 1963/64, 1964/65
- vítěz Interkontinentálního poháru (1x)

Inter: 1964

### Individuální
- 1x nejlepší střelec 1. italské ligy  (1961/62 (22 branek)
- 1x nejlepší střelec 2. italské ligy  (1955/56 (23 branek)